# Misumena grubei
Misumena grubei är en spindelart som först beskrevs av Simon 1895.  Misumena grubei ingår i släktet Misumena och familjen krabbspindlar. Inga underarter finns listade i Catalogue of Life.